# Pachystegia
Pachystegia là một chi thực vật có hoa trong họ Cúc (Asteraceae).

## Loài
Chi Pachystegia gồm các loài: